# Vanna (eiland)
Vanna is een eiland in de provincie Troms in Noorwegen. Het eiland maakt deel uit van de gemeente Karlsøy. Op Vanna liggen  twee kleine dorpen.

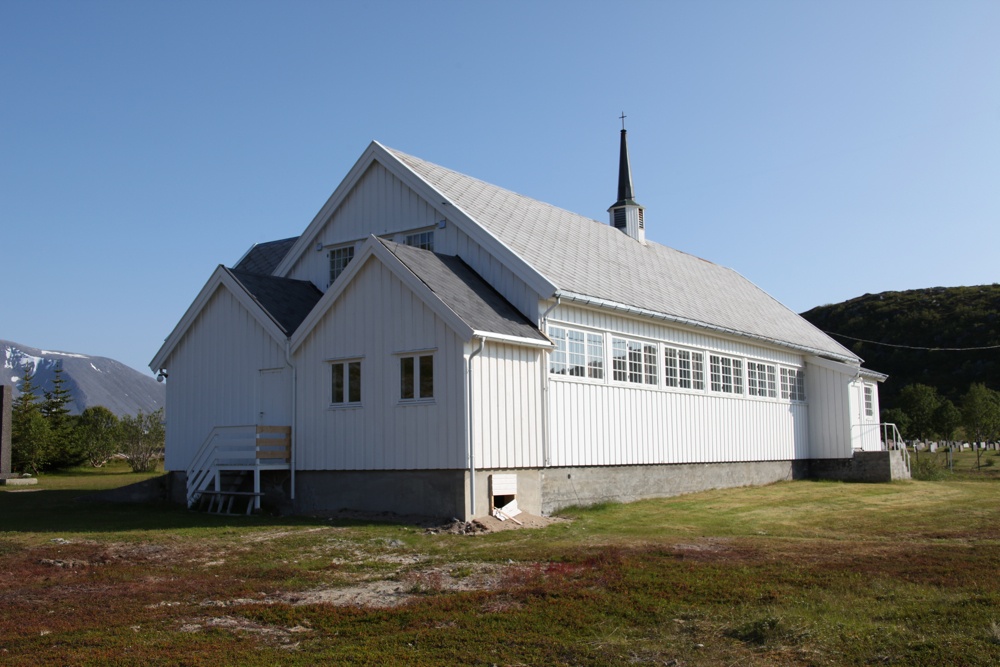
Sengskroken kerk

 Op het eiland staat de Sengskroken kerk, een houten gebouw uit 1962 dat fungeert als parochiekerk voor de gemeente Karlsøy.